# SHAKA
SHAKA（しゃか、1991年12月27日 - ）は、福岡県飯塚市出身の元プロゲーマー、ストリーマー、YouTuberである。本名は川上 力（かわかみ ちから）。FPSゲーム『Alliance of Valiant Arms (AVA)』の公式大会で通算18回優勝、日本代表として4年連続世界大会出場。『PUBG』の国内公式リーグ「PUBG Japan Series (PJS)」の元解説者。ZETA DIVISION所属。主にライブ配信プラットフォームTwitchで配信活動をしている。

## 人物

### パーソナリティー
- 別名は「釈迦」「SHAKAKIN」「Ak~ayS」「RealSHAKAKINTV」「shakach」。
- 愛称は「シャカさん」「シャカキン」。他には「シャカっち」「しゃ〜」「伝説的戦地之王狙撃手釈迦」「しゃかっちch」「TMNG釈迦」「伝説的雀士之王大三元釈迦」「釈迦ちゃ」「着火さん」
- 既婚者で子供がいる[11]。6歳下の弟がいる。
- 身長は180cm。血液型はAB型[12]。
- 特技は水泳[注 1]。趣味は競馬[13]。
- 喫煙者。ヘビースモーカーで加熱式たばこのPloomXを愛用している[注 2]。主喫銘柄はキャメル メンソール コールド。
- 好きな食べ物は山岡家の濃厚味噌とんこつラーメン、カラムーチョ。嫌いな食べ物はパクチー[14]。
- 好きなビールはアサヒスーパードライ。[14]。
- 好きなドラマはプリズン・ブレイク[14]。好きな映画はターミネーター2。
- 好きなアニメはSTEINS;GATE
- HIP HOP音楽が好きで、SHAKAという自身の活動名はBUDDHA BRANDに由来する。
- 近年では、ZORNやNORIKIYOをよく聴いており、好きな曲として『Rep (2020年)』『Stay Gold (2021年)』を挙げている[15][16]。
- 「神と人間のハーフ、釈迦でーす！」の挨拶でお馴染みの元ホスト、最上釈迦とは別人である。

### ゲーム
- 2021年9月30日までDeToNatorのストリーマー部門に所属[17]。2018年3月以前はDeToNatorのAVA部門[18]、Overwatch部門に所属していた[19]。
- FPSゲームにおけるマウスの感度設定は低く、ローセンシプレイヤーに分類される。
- プレイ中の決め台詞は「Boya~」[14][注 3]「良好」[注 4]「そういうこと」[注 5]。

### Twitch
- 長時間配信を行うことで有名[注 6]。
- 2020年6月7日、Twitchでゲーム配信中に突然気絶する[20]。命に別条はなかった。気絶する様子を写したクリップ動画は180万回以上再生されており、Redditを中心に世界でも話題となる[21][22]。
- 2021年9月12日～18日、「VCT 2021: Stage3 Masters Berlin」のミラー配信を行いTwitchで配信された『VALORANT』の週間視聴時間ランキングで世界8位となる[23]。
- 2021年10月に発生したAWSのハッキングによるTwitchの内部データ流出事件の際[24][25]、第三者によってオンライン上で違法公開された高額報酬配信者TOP100に掲載されていた。
- StreamHatchetの月間総視聴時間に基づく集計により、2021年10月に世界で最も見られた配信者TOP10に選ばれる[26]。
- 2021年12月にAlpha Intelが発表した『エーペックスレジェンズ』の年間視聴時間ランキングにおいて、自身のTwitchチャンネルが世界7位となる[27]。

## 経歴

### 生い立ち
1991年、福岡県飯塚市で誕生。少年時代は近所でよく川遊びをしており、中学では水泳部に所属。父親がゲーム好きで小さいころから家庭用ゲーム機に親しむ。
2006年頃、中学生時代に父親がPCを買ってきたことをきっかけにPCゲームに熱中する。当初はMMORPGを遊んでいた。
2009年頃、フレンドから勧められたことをきっかけに、無料FPS『Alliance of Valiant Arms（AVA）』をプレイし始める。『AVA』のフレンドSyaNha1に誘われて、AVAのトップクラン「Sleep」に所属することになる。
2010年3月、『AVA』に熱中していたが、高校の先生と両親からの説得により専門学校への進学を決意。

### 青年時代 FPSゲーマーとして
2010年4月、「Sleep」在籍時に経験した『AVA』のオフラインイベントに感化され、アルバイトで貯めた20万円とPCだけを手に、友人を頼りに単身で上京。
同年12月10日、自身のTwitterアカウント（@avashaka）を開設。
同年12月29日、「第2回秋葉原PCゲームフェスタ」内で行われた公式オフライン大会「AVAれ祭2010 秋葉原 -冬の陣-」に出場し初優勝。
2011年4月18日、ニコニコ生放送にてコミュニティ「釈迦ch」（co1126918）を開設。同日の7時53分（JST）に人生初配信を行う（当時19歳）。主に『AVA』『Osu!』『Left 4 Dead 2』のゲーム配信を行っていた。
同年4月27日、PeerCastにて配信開始。初配信で130人を超える視聴者が集まる。
同年7月17日、当時日本一のクランだった「Sleep」が活動休止。

### Alliance of Valiant Arms プロ選手として活動
2011年9月、「AVA爆破部門」の立ち上げメンバーとして、プロゲーミングチームDeToNatorに加入。2012年12月22日、東京のベルサール秋葉原で開催されたオフライン大会「AVA RST 2012 Season3」にて、爆破部門として国内大会初優勝。2013年2月13日～14日、東京・六本木のニコファーレ会場で開催された世界大会 「AVA International Championship (AIC) 2013」に日本代表として出場し準優勝。
同年10月31日から11月3日、ルーマニア・ブカレストで開催された国際的なeスポーツイベント「IeSF2013 World Championship」のAVA部門に日本代表として出場。
2014年3月11日、自身のYouTubeチャンネル（SHAKAch）を開設。
同年7月16日から19日、台湾で開催された世界大会 「AVA International Championship (AIC) 2014」に日本代表として出場し準優勝。12月5日～7日、中国・広州市で開催された世界大会「IEF: International e-Culture Festival 2014: AVA World Championship」に日本代表として出場し3位。
2015年頃、長らく同棲していた女性と入籍。
2015年8月29日から30日、台湾で開催された世界大会 「AVA International Championship (AIC) 2015」に日本代表として出場し準優勝。12月17日 - 20日、東京タワーメディアセンターで開催された、爆破ミッションの世界大会「AVA WORLD CHAMPIONSHIP」に招待チームとして出場。2016年7月3日、台湾で開催された世界大会 「AVA International Championship (AIC) 2016」に日本代表として出場し3位。

### オーバーウォッチ プロ選手として活動
2016年7月11日、『Overwatch』部門へ移籍し、チーム「DETONATOR5」のリーダーとして活動することを発表。
同年9月4日、「Shimada Cup 2016 Week 5」に出場し、決勝で台湾王者「StayFrosty」に敗れ準優勝。
同年11月27日、国内大会の「JCG Master 2016 #05」にて準優勝。
同年12月4日、「JCG Master 2016 #06」にて優勝し、年末に行われる「Winter Finals」への出場権を獲得。
2017年1月14日、「JCG Overwatch Master 2016-2017 Winter Finals」にて7-8位で敗退し、選手活動引退を発表。『Overwatch』での選手活動はおよそ半年間で終了した。

### Twitchストリーマーとして活動
2017年4月29日、Steamで早期アクセス版が配信されていたバトルロイヤルゲーム『PUBG』を初プレイ。2017年以降、主にTwitchでゲーム配信を行うようになる。
同年5月20日、「PUBG JAPAN DONKATSU CUP SQUAD #1」にて、関優太・SPYGEA・YamatoNと参戦し準優勝。
同年8月23日から26日、ドイツ・ケルンで開催された『PUBG』初の公式世界大会「Gamescom PUBG Invitational」に招待され、DeToNatorとして関優太・SPYGEA・YamatoNと共に出場。
同年11月17日から19日、韓国・釜山にて開催された「PUBG ASIA INVITATIONAL at G-STAR 2017」に解説者（コメンテーター）として出演。各チームの位置取りと状況有利不利を的確に指摘し「"予言者" SHAKA」として話題になる。
同年12月25と26日、クリスマス4BR配信と称した30時間耐久配信を、関優太・SPYGEA・YamatoNらと共に行う。
同年12月26日、クリスマス配信にて「WHITE ALBUM2」をプレイ。
2018年1月14日、連続21時間配信後に始めたオセロでCPU(初級)に1勝も出来ないまま、オセロを引退。
同年1月27日、台湾・台北市の世界貿易センター1号館（台北國際世貿中心一館）で行われた「Taipei Game Show 2018 (台北国際電玩展)」にイベント出演し、HyperXブースにてジェンガをプレイ。
同年3月4日、名古屋テレピアホールにて、東海テレビ放送主催のイベント『Nagoya e-Sports Festival Vol.0』に出演。
同年3月31日、配信に専念するため、ゲーム会社を退職。
同年4月1日、DeToNatorのストリーマー部門へ正式移籍。
同年6月23日、Twitchにて『PUBG』のデュオ配信をおこなっている際に、友人である関優太が『AVA』時代の功績を称えて「伝説的戦地之王狙撃手釈迦」という呼び名を生む。
同年7月25日から29日、ドイツ・ベルリンで開催された「PUBG Global Invitational (PGI) 2018: Charity Showdown」に日本代表として招待され、ShroudやDr DisRespectといった海外の人気ストリーマーと対戦した。
同年7月31日、葛西臨海公園にて、DETONATOR代表の江尻・関優太・SPYGEA・YamatoNと共にBBQを行う。
同年8月31日から9月2日まで、アメリカ・シアトルのパラマウント・シアターで開催された賞金総額$300,000のPUBGストリーマー大会「Broadcaster Royale」に招待され、SPYGEAとデュオを組み参戦。
同年9月22日、千葉県・幕張メッセで行われた「東京ゲームショウ2018」で開幕した『PUBG』の国内公式リーグ「PUBG JAPAN SERIES（PJS）」に解説者として出演。以降、2020年12月にPJSが終了するまで、全てのシーズン（Season1 ~ Season6）で大会解説を行う。
2019年3月4日から25日、東海テレビにて放送された地上波テレビ番組「DETONATOR CHANNEL: 名古屋発！eスポーツとゲームの魅力を徹底紹介！」に出演（全4回）。8月1日、株式会社ロジクールが展開するゲーミングデバイスブランド「Logicool G」「ASTRO Gaming」と1年間のストリーマー契約を締結。9月14日～15日、東京ゲームショウ2019のSAMSUNG SSD×DETONATOR 共同出展ブースに出演。GALLERIA、Amazon、DXRACERの協賛で番組配信を行う。9月17日、Amazon Japanからの提供で「お部屋改造計画: 実況、配信のスペシャリスト」と題した自宅リフォーム企画を行い、家具や日常用品を買いそろえる様子を動画公開する。
2020年6月7日夜、Twitchで配信をしながら『Apex Legends』のランクマッチをプレイ中に突然気絶する。後日行ったMRI検査の結果、長時間配信と運動不足による起立性調節障害が原因と判明。命に別状はなかった。配信中に気絶する様子がおさめれたクリップ動画は180万回以上再生されており、SNSを中心に海外メディアでも記事が取り上げられるなど話題となる。
同年8月27日、UbisoftとTwichが主催するアジア太平洋地域における『Hyper Scape』のストリーマー大会「Twitch Rivals: Hyper Scape APAC Showdown」に招待され、関優太・SPYGEAと共に出場。
同年11月1日、Crazy Raccoon主催による、Apex Legendsのコミュニティ大会「第2回 Crazy Raccoon Cup」に招待され初出場。
2021年1月16日と17日、CyberZ主催のストリーマー大会「Apex Legends STREAMER PARK SEASON1 feat. DeToNator」に出場。4月1日、自身が所属しているプロゲーミングチームDeToNatorのゼネラルマネージャー（GM）に就任。
同年7月1日、関優太・SPYGEAと共に「VCC PUBG CUSTOM #3」に出場。大会後も配信を続け27時間連続で計14タイトルのゲーム配信を行う。7月17日、「PJCT 2021 夏の陣」に加藤純一・関優太・SPYGEAと共に出場
同年8月1日、Twitchが主催する『VALORANT』のストリーマー大会「Twitch Rivals: VALORANT Japan Showdown」に出場し優勝。賞金4,750ドルをチームで獲得。
同年8月28日、UUUM主催のApex Legendsコミュニティ大会「えぺまつり 夏の陣」におにや・よしなまと共に参戦し優勝。賞金70万円をチームで獲得。個人として大会MVPに選ばれる。
同年9月4日、AbemaTV主催のストリーマー大会「ABEMA presents VALORANT VICTORY CHALLENGE」に出場し準優勝。賞金150万円をチームで獲得。
同年9月14日、9月30日をもってDeToNatorから卒業することを発表。10月1日よりチームに所属せずフリーで活動。
同年10月16日、『PUBG』の公式コミュニティ大会「PJCT2021 秋の陣」に招待され、関優太・SPYGEAと共に出場。
2022年1月23日、Electronic Arts社が主催する公式大会「Apex Legends Global Series (ALGS) 2021-22」をミラー配信。1月30日、自身のアパレルグッズをオンラインを通じて販売開始。
同年2月17日、吉本興業が主催するゲーム配信の祭典「GAME STREAMER AWARD 2021」にて、「ユーザーの視聴時間が最も長かったストリーマー」として表彰され、ストリーマーアワードを受賞。
同年5月7日、東京ガーデンシアターにて行われたオフラインイベント「RAGE VALORANT 2022 Spring」に出演。
同年5月13日、自身主催のイベント「LEGENDUS」の始動を発表。
同年6月13日、VCC VALORANTに関優太、SPYGEA、加藤純一、蛇足、Jasper(コーチ)と共に出場。
同年12月13日、自身のTwitchチャンネルのフォロワー数が100万人を突破。
同年12月24日、横浜アリーナで開催された「Riot Games One: THE DEFIERS」にストリーマーチームとしてJasper、だるまいずごっど、MOTHER3、Clutch_Fi、XQQ(コーチ)と共に出場。4つの国内プロチームから選出されたプロゲーマーたちと対戦した。
2023年3月25日と26日、「加藤純一 presents 配信者ハイパーゲーム大会」に赤組リーダーとして出場。
2024年3月16日と17日、「第2回加藤純一 presents 配信者ハイパーゲーム大会」に赤組リーダーとして出場。
2025年1月31日、ガレリアとのスポンサーシップ契約を終了。
同年7月8日、ZETA DIVISION CREATOR部門に加入したことを発表。

## 大会戦績

### Alliance of Valiant Arms
国際大会
- 2013-02-14  AIC: AVA International Championship 2013 - 準優勝（DeToNator, 日本代表）[6][34]
- 2014-07-19  AIC: AVA International Championship 2014 - 準優勝（DeToNator, 日本代表）[7][37]
- 2015-08-30  AIC: AVA International Championship 2015 - 準優勝（DeToNator, 日本代表）[8][39]
- 2016-07-03  AIC: AVA International Championship 2016 - 3位（DeToNator, 日本代表）[9][41]
- 2013-11-03  IeSF2013 World Championship in Romania - 予選敗退（DeToNator, 日本代表）[35][36]
- 2013-05-03  AVA International Friendly Match 2013 (IFM2013) - 優勝（DeToNator, 日本代表）[97]
- 2014-04-26  AVA International Friendly Match 2014 (IFM2014) in ニコニコ超会議 - 出場（DeToNator, 日本代表）[98]
- 2014-12-07  IEF: International e-Culture Festival 2014 (IEF2014) AVA World Championship - 3位（DeToNator, 日本代表）[38]
- 2015-12-20  AVA World Championship 2015 - 予選敗退（DeToNator, 日本代表）[40][99]
- 2016-06-05  AVA Elite League 2016 Season1 (台湾プロリーグ） - 準優勝（DeToNator, 日本代表）[100]

国内大会
- 2010-12-04  AVA SW Aリーグ - 優勝（Sleep）
- 2010-12-04  AVA SW Bリーグ (護衛) - 優勝（Sleep）
- 2010-01-30  AVA CTL 2010 Season3 プレミアリーグ - 5位（Sleep）
- 2010-12-29  AVAれ祭り 秋葉原 冬の陣 2010 - 優勝（Sleep）[29]
- 2011-05-05  AVAれ祭り 秋葉原 春の陣 2011 - 優勝（Sleep）[101][102]
- 2011-09-04  AVAれ祭り 2011 大阪 夏の陣 - 特別招待選手[103][104]
- 2011-09-18  e-Sports 日本選手権 2011 in TGS AVA (護衛) - 準優勝（DeToNator）[105]
- 2012-03-11  AVA CST 2012 Season2 - 優勝（DeToNator）[5][注 13]
- 2012-03-24  AVAれ祭り 2012 プリズムホール 春の陣 (爆破) - 準優勝（DeToNator）[106]
- 2012-05-20  AVA ODL 2012 Season1 (爆破) - 準優勝（DeToNator）[5]
- 2012-09-22  e-Sports 日本選手権 2012: AVA - 優勝（DeToNator）[5]
- 2012-09-30  AVA ODL 2012 Season2 (爆破) - 準優勝（DeToNator）[5]
- 2012-12-22  AVA RST 2012 Season3 (爆破) - 優勝（DeToNator）[5]
- 2013-03-10  AVA RST 2013 Season1 (爆破) - 準優勝（DeToNator）[5]
- 2013-08-18  AVA CST 2013 Season1 - 優勝（DeToNator）[5]
- 2013-08-25  AVA RST 2013 Season2 (爆破) - 優勝（DeToNator）[107]
- 2013-12-28  AVAれ祭 2013 後楽園の陣 (爆破) - 優勝（DeToNator）[108]
- 2014-03-02  AVA CST 2014 Season1 - 優勝（DeToNator）[5]
- 2014-06-01  AVA RST 2014 Season1 (爆破) - 優勝（DeToNator）[5]
- 2014-08-31  AVA RST 2014 Season2 (爆破) - 優勝（DeToNator）[5]
- 2014-12-29  AVA RST 2014 Season3 (爆破) - 優勝（DeToNator）[5]
- 2015-01-18  AVA ODL 2015 Season1 (爆破) - 優勝（DeToNator）[5]
- 2015-04-19  AVA RST 2015 Season1 (爆破) - 予選敗退（DeToNator）[5]
- 2015-06-21  AVA RST 2015 Season2 (爆破) - 優勝（DeToNator）[5]
- 2015-08-23  AVA CST 2015 Season1 - 優勝（DeToNator）[5]
- 2016-05-29  AVA RST 2016 Season1 (爆破) - 優勝（DeToNator）[5][109]

コミュニティ大会
- 2011-06-22  CyAC AVA 5v5 Ladder #2 (爆破) - 優勝（Sleep）[110]
- 2012-??-??  第4回 AVA NCL - 優勝（Sleep）
- 2012-??-??  第7回 AVA NCL - 準優勝（Sleep）
- 2012-??-??  第8回 AVA NCL - 優勝（Sleep）
- 2012-??-??  第10回 AVA NCL - 準優勝（Sleep）
- 2012-08-18  第3回 eスポーツ学生選手権 - 特別招待選手（DeToNator）
- 2012-06-23  AVAネットカフェ甲子園 2012 - 優勝（DeToNator）[111]
- 2013-02-03  第3回 AVAネットカフェ甲子園 - 優勝（DeToNator）[112]
- 2013-09-01  第4回 AVAネットカフェ甲子園 - 優勝（DeToNator）[113]
- 2013-03-31  ALIENWARE BATTLEGROUNDS 2013 AVA Season1 - 3位（DeToNator）[114][5]
- 2013-07-07  ALIENWARE BATTLEGROUNDS 2013 AVA Season2 - 優勝（DeToNator）[115][5]

カスタムマッチイベント
- 2021-12-04  AVA DTN BOUNTY HUNTER Exhibition Match - 出場

### オーバーウォッチ
国際大会
- 2016-09-04  Shimada Cup 2016 Week5 - 準優勝（DETONATOR5）[44][5]
- 2016-09-25  OSOK AfreecaTV 陣特攻錦標賽 - 準優勝（DETONATOR5）[5]
- 2016-10-11  Overwatch MGA 2016 Championship: Regional Qualifiers Asia - 予選敗退（DETONATOR5）[5]
- 2016-11-06  Overwatch社群公開賽 One Shot One Kill - 優勝（DETONATOR5）[5]

国内大会
- 2016-11-13  Overwatch NVIDIA CUP - 3位（DETONATOR5）[5]
- 2016-11-27  JCG Master 2016 #05 - 準優勝（DETONATOR5）[45][5]
- 2016-12-04  JCG Master 2016 #06 - 優勝（DETONATOR5）[46][5]
- 2017-01-14  JCG Overwatch Master 2016-2017 Winter Finals - 7-8位（DETONATOR5）[5]

### PUBG: BATTLEGROUNDS
国際大会
- 2017-08-23  Gamescom PUBG Invitational Day1 Solo - 7位[54]
- 2017-08-24  Gamescom PUBG Invitational Day2 Duo - 18位（with StylishNoob）[54]
- 2017-08-25  Gamescom PUBG Invitational Day3 Duo First Person - 9位（with StylishNoob）[54]
- 2017-08-26  Gamescom PUBG Invitational Day4 Squad - 14位（with StylishNoob, SPYGEA, YamatoN）[54]
- 2018-07-27  PUBG Global Invitational 2018 Charity Showdown - 16位（with Nigongo, Kimari-Ronzo, RccKMaYbe）[65][66][67]
- 2018-08-31  Broadcaster Royale - 44位（with SPYGEA）[70][71]

国内大会
- 2017-10-22  PUBG JAPAN CHAMPIONSHIP 2017 by DMM GAMES - 5位（with StylishNoob, SPYGEA, YamatoN）[116]
- 2017-10-28  GeForce CUP: PUBG #1 SOLO - 4位[117][118]
- 2017-10-29  GeForce CUP: PUBG #1 DUO - 31位（with SPYGEA）[119]
- 2017-12-23  GeForce CUP: PUBG #2 SOLO - 5位[120]

コミュニティ大会
- 2017-06-18  PUBG DONCUP DUO #2 - 7位（with toto23）[51]
- 2017-07-30  PUBG DONCUP DUO #3 - 準優勝（with StylishNoob）[51]
- 2017-09-10  PUBG DONCUP DUO #4 - 17位（with toto23）[51]
- 2017-05-20  PUBG DONCUP SQUAD #1 - 準優勝（with StylishNoob, SPYGEA, YamatoN）[49][50][51]
- 2017-07-16  PUBG DONCUP SQUAD #2 - 5位（with StylishNoob, SPYGEA, YamatoN）[51]
- 2019-02-26  PUBG STAR CLASH Project: Sanhok+Vikendi Week1 - 9位（with SPYGEA, KH, URS4）[121][122]
- 2021-07-18  PJCT: PUBG JAPAN Community Tournament 2021 夏の陣 - 出場（with StylishNoob, SPYGEA, 加藤純一）[123][注 14]
- 2021-10-16  PJCT: PUBG JAPAN Community Tournament 2021 秋の陣 - Win（with StylishNoob, SPYGEA）[88][注 15]

カスタムマッチイベント
- 2021-06-15  VCC PUBG CUSTOM #2 - 出場（with 蛇足, AlphaAzur, Sasatikk）[124]
- 2021-07-01  VCC PUBG CUSTOM #3 - 出場（with StylishNoob, SPYGEA）[125][126]
- 2021-10-26  VCC PUBG CUSTOM #4 - 出場（with 叶, らっだぁ, はんじょう）[127]

### エーペックスレジェンズ
コミュニティ大会
- 2020-11-01  Crazy Raccoon Cup Apex Legends #2 - 18位（with 蛇足, 総長ウララ）[128][注 16]
- 2020-12-27  Crazy Raccoon Cup Apex Legends #3 - 5位（with ゆふな, つぶら）[128][注 17]
- 2021-03-14  Crazy Raccoon Cup Apex Legends #4 - 19位（with 渋谷ハル, 伊織もえ, Ftyan）[128][注 18]
- 2021-05-15  Crazy Raccoon Cup Apex Legends #5 - 5位（with 天月, 96猫）[128][注 19]
- 2021-07-23  Crazy Raccoon Cup Apex Legends #6 - 9位（with NIRU, 星川サラ）[128][注 20]
- 2021-10-09  Crazy Raccoon Cup Apex Legends #7 - 4位（with ボドカ, HASESHIN）[128][注 21]
- 2022-01-16  Crazy Raccoon Cup Apex Legends #8 - 12位（with ありさか, イブラヒム）[注 22]
- 2022-06-04  Crazy Raccoon Cup Fall Guys & Golf it #9 - 4位（with BobSappAim, 或世イヌ）[注 23]
- 2021-01-17  Apex Legends STREAMER PARK SEASON1 feat. DeToNator - 13位（with 加藤純一, 恭一郎）[78][79]
- 2021-04-10  えぺまつり - 11位（with SPYGEA, HIKAKIN）[129][注 24]
- 2021-06-27  えぺまつり 外伝 - 14位（with 【V.I.P】, 伊織もえ）[130][注 25]
- 2021-08-28  えぺまつり 夏の陣 - 優勝（with よしなま, おにや）[83][84][注 12]
- 2021-11-13  えぺまつり 外伝2 冬将軍 - 18位（with やふへゐ先生, 板倉俊之）[131]
- 2022-02-23  第3回 えぺまつり本戦 - 4位（with k4sen, おだのぶ）[注 26]
- 2022-05-15  えぺまつり 外伝S - 出場[132]
- 2022-03-06  Twitch Rivals Apex Legends Japan Showdown - 14位（with AKARIN, consome01）

カスタムマッチイベント
- 2021-03-30  VCC APEX DUO CUSTOM #4 - 出場（with k4sen）[133]
- 2021-08-06  VCC APEX CUSTOM #1 - 出場（with ボドカ, HASESHIN）[134]
- 2021-09-14  VCC APEX CUSTOM #2 - 出場（with kinako, DJふぉい）[135]
- 2022-02-02  VCC APEX CUSTOM #3 - 出場（with StylishNoob, SPYGEA）

### VALORANT
コミュニティ大会
- 2020-05-24  VALORANT Super Match KOR-JPN - Lose（Laz, Dep, XQQ, Million）[136]
- 2021-06-06  Crazy Raccoon Cup VALORANT #1 - 準優勝（with rion, Jasper7se, 恭一郎, 胡桃のあ, XQQ）[137][注 27]
- 2022-02-13  Crazy Raccoon Cup VALORANT #2 - 5位（with ふらんしすこ, 甘城なつき, 胡桃のあ, BobSappAim, Clutch_Fi）[138][注 28]
- 2022-07-30  Crazy Raccoon Cup VALORANT #3 - 準優勝 (with Clutch_Fi, obo, 一ノ瀬うるは, カワセ, mittiii)[139][注 29]
- 2022-11-12  Crazy Raccoon Cup VALORANT #4 - 5位 (with だるまいずごっど, BobSappAim, 一ノ瀬うるは, 白雪レイド, mittiii)[140][注 30]
- 2022-12-23  Riot Games One: Crazy Raccoon Cup VALORANT Special - 予選敗退(3位) (with だるまいずごっど, Jasper7se, まうふぃん, 天月, rion)[141][注 31]
- 2022-12-24  Riot Games One: THE DEFIERS - Lose (with Jasper7se, だるまいずごっど, MOTHER3, Clutch_Fi, XQQ)[93][注 32]
- 2021-08-01  Twitch Rivals: VALORANT Japan Showdown - 優勝（with Clutch, Sasatikk, NIRU, しゃるる）[82]
- 2021-09-04  ABEMA presents VALORANT VICTORY CHALLENGE vol.1 - 準優勝（with 夏代孝明, おぼ, Jasper7se, 胡桃のあ）[142]
- 2021-09-30  ABEMA presents VALORANT VICTORY CHALLENGE vol.2 - 8位（with Jasper7se, すでたき, akim, fujiyama）[143]

カスタムマッチイベント
- 2021-05-18  VCC VALORANT CUSTOM #3 - 出場（with 叶, Sasatikk, 鈴木ノリアキ, わいわい, Hare）
- 2021-11-25  VCC VALORANT CUSTOM #4 - 出場（with StylishNoob, SPYGEA, k4sen, ボドカ, XQQ）
- 2022-03-10  VCC VALORANT CUSTOM #5 - 出場（with StylishNoob, SPYGEA, YamatoN, 葛葉）
- 2022-06-13  VCC VALORANT CUSTOM #6 - 出場（with StylishNoob, SPYGEA, 加藤純一、蛇足、Jasper7se）

### コール オブ デューティシリーズ
コミュニティ大会
- 2021-10-17  LIMITZ #2: Call of Duty: Black Ops II - 2位（with StylishNoob, SPYGEA, xAxSy）[144]
- 2021-11-05  Call of Duty: Vanguard 発売記念イベント こっどふぇす - Win（with StylishNoob, HASESHIN, 渋谷ハル, Alelu, らっだぁ, 蛇足, 恭一郎, 布団ちゃん）[145][146]
- 2022-01-22  こっどふぇす外伝 - 出場（Call of Duty: Warzone Pacific, with HASESHIN, 天月, KH）

カスタムマッチイベント
- 2021-03-06  Call of Duty: Black Ops Cold War Creators Party (3月6日)  - 出場（with StylishNoob, TIE_Ru, WinRed）[147]
- 2021-07-24  Call of Duty: Black Ops Cold War Creators Party (7月24日)  - 出場（with HASESHIN, Wokka, SqLA, 胡桃のあ, 花芽なずな）[148]
- 2021-11-26  Call of Duty: Vanguard Creators Party - 出場（with HASESHIN, SqLA, Laz, ボドカ, ゆふな）
- 2021-11-28  Call of Duty: Vanguard Creators Battle - 出場（with HASESHIN, Wokka, 花芽なずな）

### その他
コミュニティ大会
- 2020-03-08  Twitch Streamer Battle: UNO - 出場（with らっだぁ, shobosuke, sakonoko）[149]
- 2020-04-26  Twitch Streamer Battle: Mystery Game (Jump King) - 出場[150][151]
- 2020-08-27  Twitch Rivals: Hyper Scape APAC Showdown - 出場（with StylishNoob, SPYGEA）[152][153]
- 2020-09-13  Twitch Streamer Battle: Fall Guys: Ultimate Knockout - 出場（with 加藤純一, 蛇足, 武者丸）[154]
- 2020-12-18  Twitch Streamer Battle: Golf with your Friends - 出場（with StylishNoob, SPYGEA, するがモンキー）[155]
- 2021-05-02  Twitch Streamer Battle: Witch It! - 出場[156][157]
- 2021-05-28  Twitch Rivals: Escape from Tarkov - 出場（with 恭一郎, RobiN）[158]
- 2021-06-26  Twitch Streamer Battle: Ultimate Chicken Horse - 出場（with StylishNoob, 金豚きょー, 武者丸）[159]
- 2021-12-07  UBISOFT Rainbow Six Siege NO PLAN NO GAME 2021 Asia - 優勝（with Jasper7se, するがモンキー, ta1yo, Okayama）[160]
- 2021-12-11  Twitch Streamer Battle: Among Us - 3位[161]
- 2021-12-17  VCC MINECRAFT - 4位（with 叶, ボドカ, XQQ, わいわい, Jasper7se）
- 2021-12-29  ふぉとなふぇす - 8位（with HIKAKIN, ネフライト）[162]
- 2022-05-09  第1回RUSTストリーマーイベント - 優勝（with Sasatikk, Jasper7se, ふらんしすこ, 英リサ, 天月）
- 2022-06-16  第2回RUSTストリーマーイベント (VCR STREAMERS RUST) - 3位（with Jasper7se, 蛇足, 小森めと, トナカイト, すもも）

## 出演

### 大会解説
国際大会
- PUBG Asia Invitational at G-STAR 2017（日本語配信解説、PUBG Corporation、2017年11月17日～11月19日）[55]
- PUBG Invitational IEM Katowice 2018（日本語配信解説、PUBG Corporation、2018年2月24日～25日）
- PUBG Global Championship 2019（日本語配信解説、PUBG Corporation、2019年11月9日）
- PUBG Continental Series 1: Asia（日本語配信解説、PUBG Corporation、2020年6月26日～7月5日）
- PUBG Continental Series 2: Asia（日本語配信解説、PUBG Corporation、2020年8月27日～9月9日）
- PUBG Continental Series 3: Asia（日本語配信解説、PUBG Corporation、2020年11月5日～11月20日）

国内大会
- PUBG Japan Series αリーグ 予選（解説者、PUBG Corporation、2018年1月20日～21日）[72]
- PUBG Japan Series βリーグ（解説者、PUBG Corporation、2018年5月18日～6月30日）[72]
- PUBG Japan Series Season1（解説者、PUBG Corporation、2018年9月29日～11月11日）[72]
- PUBG Japan Series Season2（解説者、PUBG Corporation、2019年2月23日～4月6日）[72]
- PUBG Japan Series Season3（解説者、PUBG Corporation、2019年6月1日～7月13日）[72]
- PUBG Japan Series Season4（解説者、PUBG Corporation、2019年8月31日～10月19日）[72]
- PUBG Japan Series Season5（解説者、PUBG Corporation、2020年2月29日～6月13日）[72]
- PUBG Japan Series Season6（解説者、PUBG Corporation、2020年7月31日～8月14日）[72]
- PUBG Japan Series Winter Invitational 2018（解説者、PUBG Corporation、2018年12月16日）
- PUBG Japan Series Winter Invitational 2019（解説者、PUBG Corporation、2019年12月29日）
- PUBG Japan Series Winter Invitational 2020（解説者、PUBG Corporation、2020年12月19日～20日）[163]

コミュニティ大会
- PUBG GIRLS BATTLE 1（解説者、DMM GAMES、オンライン、2018年4月30日）
- PUBG GIRLS BATTLE 2（解説者、DMM GAMES、ベルサール飯田橋駅前イベントホール、2018年8月19日）
- PUBG GIRLS BATTLE 3（解説者、DMM GAMES、東京ビッグサイト、2019年2月17日）
- PUBG Sycom Cup （解説者、株式会社サイコム、Twitch、2018年6月29日）
- PUBG Sycom Cup Vol.3（解説者、株式会社サイコム、通運会館2F、2018年8月18日）
- PUBG Sycom CUP Vol.5（解説者、株式会社サイコム、e-sports SQUARE AKIHABARA、2019年2月22日）
- PUBG Sycom CUP Fall 2019（解説者、株式会社サイコム、e-sports SQUARE AKIHABARA、2019年9月29日）
- PSSU Japan College Arena（解説者、ファミ通App esportsチャンネル、2019年8月4日）[164]

### 展示会・フェス
- 東京ゲームショウ 2017 HyperXブース・Twitchブース（コンピュータエンターテインメント協会、幕張メッセ、2017年9月23日～24日）[165][166][167]
- 東京ゲームショウ 2018 Samsungブース・Twitchブース（コンピュータエンターテインメント協会、幕張メッセ、2018年9月23日）[168]
- 東京ゲームショウ 2019 SAMSUNG SSD×DETONATOR 共同出展ブース（コンピュータエンターテインメント協会、幕張メッセ、2019年9月14日～15日）[76][169]
- Taipei Game Show 2018 HyperXブース（台北國際世貿中心一館、2018年1月27日）[60]
- Nagoya e-Sports Festival Vol.0（名古屋テレピアホール、2018年3月4日）[61][62]
- RAGE VALORANT 2022 Spring（東京ガーデンシアター、2022年5月7日）[170]

### LANパーティー
- C4LAN 2017 WINTER: DETONATORブース（東京流通センター、2017年12月15日～17日）
- C4LAN 2018 SPRING: DETONATORブース（ベルサール高田馬場、2018年5月11日～13日）
- C4LAN 2018 WINTER: DETONATORブース（ベルサール高田馬場、2018年12月8日～9日）
- C4LAN 2019 SPRING: DETONATORブース（ベルサール高田馬場、2019年5月11日～12日）

### オフラインミーティング
- DeToNator Fan Meeting 2016 Powered by Sycom（秋葉原ラジオ会館9F、2016年6月12日）[171][注 33]
- NVIDIA×MSI 合同ゲーミングイベント in 札幌 ～DeToNatorストリーマーと旬のゲームを楽しもう！～（DEPOツクモ札幌駅前店、NVIDIA・MSI、2017年4月11日）
- DeToNator Fan Meeting 2017 Powered by Sycom（秋葉原ラジオ会館10F、2017年8月19日）[172]
- 『Apex Legends』をプレイ！DeToNator ゲーム観戦＆トークイベント（eSports Studio AKIBA、2019年3月16日）
- DETONATOR 10th Anniversary Fan Meeting in サンリオピューロランド（サンリオピューロランド、2019年3月30日）
- ”Logicool Gファミリージョイン記念” DeToNatorファンミーティング（都内、2019年8月25日）
- DeToNator Fan Meeting & TGS Back Stageイベント（eSports Studio AKIBA、2019年9月1日）

### PRイベント・講演会
- Samsung SSD ゲームイベント PUBG （eSports Studio AKIBA、2018年9月15日）[173]
- 『PUBG MOBILE』夏の大ドン勝フェス Supported by ファミ通App（渋谷モディ1F 店頭プラザ、2018年9月25日）
- DETONATOR FASHION in 恵比寿DETONATOR BASE（恵比寿CROAK Prime Studio、2019年12月26日）
- バンタンゲームアカデミー特別講演会（バンタンゲームアカデミー、2019年8月24日）[174]

### テレビ番組
- DETONATOR CHANNEL 第1回～第4回（東海テレビ放送、2019年3月4日・11日・18日・25日）[73]
- ReAL eSports News（テレビ朝日、2020年8月30日）

### ラジオ番組
- TBSラジオ アフター6ジャンクション: 現代シューティングゲーム(FPS・TPS)をカルチャーとして語ろう by SHAKA from DETONATOR（TBSラジオ、2018年9月20日）[175]
- TBSラジオ アフター6ジャンクション: 一億総配信時代。ストリーマーに色々聞いちゃおう！ストリーマーってどんな仕事？（TBSラジオ、2020年9月17日）[176]
- TBSラジオ アフター6ジャンクション: 特集：おしえて！カルチャー先生！ ゲーム実況先生：SHAKA先生（TBSラジオ、2021年5月6日）[177][178]

### ネット番組
- 東京ゲームショウ2017 朝まで生プレイ！ PLAYERUNKNOWN’S BATTLEGROUNDS（ニコニコ生放送・TokyoGameShow2017公式チャンネル、2017年9月23日）
- Hit Game Live! #1（AbemaTV、2018年1月24日）
- ”賞金首” 勝ったら10万円！PUBG 賞金首#1（AbemaTV、2018年3月30日）
- Hit Game Live! #13~14 “Alliance of Valiant Arms”（AbemaTV、2018年4月18日・4月25日）
- DETONATOR PROJECT#1~6（AbemaTV、2018年4月22日・5月20日・6月24日・7月22日・8月26日・9月30日）
- DETONATOR PROJECT in 韓国（AbemaTV、2018年11月2日）
- 岸大河・OooDaのスタングレネード #6 #7 #8（YouTube、2018年5月30日、6月6日、6月13日）
- デトロケ #1 ～グルメ編～（AbemaTV、2018年7月8日）
- デトロケ #2 ～ファッション編～（AbemaTV、2018年8月19日）
- デトロケ #3 ～トラベル編～ （AbemaTV、2018年9月16日）
- ライアットゲームズ公式番組 GGTV （Twitch・RiotGamesJP、2018年8月15日）[179]
- ファミ通App主催 PUBG MOBILE ワンドンチャレンジ”（YouTube、2018年9月29日）
- PUBG JAPAN DONKATSU.TV#4, #6, #7, #19, #20（Twitch、2018年10月22日・12月17日・12月21日・2019年12月16日・2020年2月8日）
- Radio SteelSeries #12, #16（SteelSeries Japan公式配信、2018年11月30日・2019年3月15日）
- PJS新年会 OooDaさんとSHAKAさんが語り合う！！（YouTube・PUBG JAPAN SERIES、2019年1月22日・1月26日）
- PJS談議会 OooDa、SHAKAが語り合う！！（YouTube・PUBG JAPAN SERIES、2019年8月28日）[180]
- PUBG LITE 先行体験会（Twitch、2019年12月10日）
- OooDa軍 vs SHAKA軍 PJS event match week Powered by PREBEAR（DMM GAMES、2020年7月25日）[181]
- STREAMER PARK SEASON1 feat. DeToNator 事前特別番組（OPENREC.tv、2021年1月9日）
- APEX LEGENDS JAPAN SERIES事前特番（Mildom、2021年2月4日）
- 『アマガミ』マルチ実況大作戦！～バレンタインに彼女をつくろう!!～（ニコニコ生放送、2021年2月14日）
- 天皇賞（春）直前！ニコニコ超レース！Powered by JRA（ニコニコ生放送、JRA、2021年4月26日）
- Call of Duty Warzone Creators Party（RushGaming、2021年5月8日）
- コンカラ初夏の陣 powered by E5esports Works SHAKA軍vs渋谷ハル軍（Twitch、2021年5月29日）[182]
- Intel CORE GAMING DAY Apex Legends（YouTube、2021年6月19日）
- E5なう！スペシャル!! NARAKA:BLADEPOINT 特集（Twitch、2021年6月20日）
- JUMP in smash COLLABORATIONS#1 FPS座談会 山田涼介×SHAKA×渋谷ハル（smash.、2021年6月24日）
- 新作ガンダムFPS「GUNDAM EVOLUTION」発表会（YouTube"876TV"、2021年7月17日）
- ABEMA presents VALORANT VICTORY CHALLENGE（AbemaTV、2021年9月4日）
- 新作MMORPG「ELYON（エリオン）」公式生放送（株式会社ゲームオン、YouTube、2021年9月16日）
- 秋のマイクラプレミアムステージ（YouTubeチャンネル"Japan Crafters Union"、Minecraft Japan、2021年9月18日）
- SQUARE ENIX PRESENTS at TGS 2021 Online（YouTubeチャンネル"スクウェア・エニックス"、SQUARE ENIX CO., LTD.、2021年10月3日）[183]
- 【セブンナイツ2】リリース直前特番生放送（YouTubeチャンネル"セブンナイツ2"、Netmarble Corp. & Netmarble Nexus Inc.、2021年11月9日）[184]
- Battlefield 2042 発売記念配信 ～芸人&ストリーマー混合対決～（YouTube・ElectronicArtsJapan、2021年11月20日）
- PUBG: NEW STATE × eGG コラボイベント（YouTube・eGG公式、2021年11月21日）
- ストリーマー釈迦によるガンアクション映画のキルムーブ学 | Netflix Japan（YouTube・Netflix Japan、2021年12月24日）
- 『LoveR Kiss』マルチ実況大作戦！～写真を撮って彼女をつくろう!!～（ニコニコ生放送、2022年3月25日）
- 配信者ハイパーゲーム大会 (2023年3月25日・26日、OPENREC.tv) - チームSHAKAのリーダーとして出演
- 第2回配信者ハイパーゲーム大会 (2024年3月16日・17日、OPENREC.tv) - チームSHAKAのリーダーとして出演
- The k4sen con（2024年10月12・13・14日、ABEMA・Twitch）

### アンバサダー
- Red Bull Athletes（Red Bull Japan、2020年）[185]

### 企画提携
- Intel World Relay（Intel Gaming、2021年）
- VALORANT THE UNLOCKERS（Riot Games、2021年）[186]
- Red Bull Levels Elden Ring Gameplay（Red Bull Gaming、2022年）[187]

### ウェブメディア
- 【夏休み特別企画】「AVA」最強クランの強さの秘密に、あの手この手で迫る！（GAME Watch、2013年8月30日）
- 「AVA」最強クランが語るゲーミングディスプレイ - BenQ「XL2420TE」（マイナビニュース、2014年1月28日）
- FPSトッププレイヤーに訊く、日常とゲーミングデバイスの関係（INSIDE、2014年2月26日）
- 『AVA』新生DeToNatorが“AVARST2016 Season2”で優勝！ 彼らの変化について運営Pと元メンバーに訊く【TGS 2016】（ファミ通.com、2016年9月23日）
- HyperX 20の質問 | DeToNator SHAKA a.k.a. 釈迦（HyperX Japan、2017年12月21日）[14]
- Professional meets GALLERIA 「DETONATOR SHAKA」インタビュー（GALLERIA、2021年2月12日）
- Professional meets GALLERIA「SHAKA」インタビュー（GALLERIA、2022年1月28日）[188]

### CM
- PC Matic TV CM DeToNator Ver.（PC Matic・テレビ神奈川、2016年2月26日）[189]
- TGS2017 DeToNatorにチャレンジ in HyperX（HyperX Japan、2017年9月19日）[190]
- DeToNator x Samsung Portable SSD T5 速読篇・強さ篇・グローバル篇（日本サムスン株式会社・ITGマーケティング株式会社、2018年9月15日）[191][192][193]
- DeToNator x Samsung Portable SSD T5【第2弾】衝撃篇・軽さ篇・速さ篇（日本サムスン株式会社・ITGマーケティング株式会社、2018年9月23日）[194][195][196]
- 一歩先のプレイ featuring DETONATOR Streamers（Logicool G、2020年2月10日）[197]
- DETONATOR x GALLERIA コラボCM 30秒（GALLERIA、2021年4月28日）
- Red Bull x DETONATOR ウエルシアグループ限定キャンペーン（Red Bull Japan、2021年6月7日）[198]
- SHAKA x GALLERIA Collaboration Model Promotion movie A-type・B-type（GALLERIA、2022年1月28日）[199][200]

### 舞台
- 舞台『AGASA』（2024年4月18日、EX THEATER ROPPONGI）[201]

## 受賞歴
- GAME STREAMER AWARD 2021 ストリーマーアワード（ユーザーの視聴時間が最も長かったストリーマー）2022年2月17日、吉本興業株式会社[202][203]．
- GAME STREAMERS AWARDS 2022-2023 ゲームストリーマーアワード大賞[204]
- 2024年日本eスポーツアワード最優秀ストリーマー賞[205]